# Internationale Junioren Driedaagse
De Internationale Junioren Driedaagse van Axel is een internationale wereldbekerwedstrijd in het wielrennen voor junioren. De wedstrijd is voor het eerst verreden in 1982.
De wedstrijd kent twee etappes met enkele kasseistroken en een tijdrit in Zeeuws-Vlaanderen in de Nederlandse provincie Zeeland. Daarnaast is er een etappe door de Vlaamse Ardennen met diverse hellingen en kasseistroken. Bekende hellingen die bedwongen worden zijn de Eikenberg, de Kapelleberg, de Molenberg, de Berendries, de Valkenberg, de Berg Hostellerie, de Leberg en De Vlamme.
Naast het eindklassement is er een bergklassement en een kasseienklassement.
Op de erelijst staan onder andere Servais Knaven (1988), Davide Rebellin (1989), Léon van Bon (1990), Andreas Klier (1994) en Matti Breschel (2002).

## Lijst van winnaars

### Meervoudige winnaars
| Overwinningen | Renner           | Jaren      |
| ------------- | ---------------- | ---------- |
| 2             | Jasper Bovenhuis | 2008, 2009 |

### Overwinningen per land
| Overwinningen | Land                                                                          |
| ------------- | ----------------------------------------------------------------------------- |
| 18            | Nederland                                                                     |
| 6             | Denemarken                                                                    |
| 5             | Duitsland                                                                     |
| 3             | België                                                                        |
| 2             | Verenigde Staten, Zwitserland                                                 |
| 1             | Australië, Frankrijk, Verenigd Koninkrijk, Italië, Noorwegen, Oekraïne, Polen |